# Semaeopus viridiplaga
Semaeopus viridiplaga là một loài bướm đêm trong họ Geometridae.